# 池田朱那
池田 朱那（いけだ あかな、2001年〈平成13年〉10月31日 - ）は、日本の女優。群馬県出身。ボックスコーポレーション所属。

## 略歴
兄の影響もあり、小学1年生から中学1年生まで野球に打ち込んでいた。少年野球に所属し、同郷・同い年で後にプロ野球選手となる井上温大とも対戦経験がある。ちなみに兄は高校時代に甲子園で春の選抜にいったほどの実力だという。
野球をやめた後、中学2年の時に母と竹下通りを歩いていたところを現事務所からスカウトされ、女優としてデビューする。
ゲームアプリ『八月のシンデレラナイン』のCMに出演し、「令和の野球女子」と注目される。

## 人物
趣味は読書、映画鑑賞。

## 出演

### テレビドラマ
- デリバリーお姉さんNEO 第6話（2017年5月30日、テレビ神奈川）
- 刑事7人 Season3 第7話（2017年8月23日、テレビ朝日） - 泉千穂（中学時代） 役
- BORDER 衝動～検視官・比嘉ミカ～ 前篇（2017年10月6日、テレビ朝日） - 友田 役
- 天才を育てた女房～世界が認めた数学者と妻の愛～（2018年2月23日、日本テレビ） - 岡すがね 役
- イノセント・デイズ（2018年3月18日 - 4月22日、WOWOW） - 小曾根理子（中学時代） 役
- 居酒屋ぼったくり（2018年4月14日 - 6月23日、BS12 トゥエルビ） - 美音（中学時代） 役
- やけに弁の立つ弁護士が学校でほえる 第1回・第5回・最終回（2018年4月21日・5月19日・26日、NHK総合） - 水島真帆 役
- 未解決の女 警視庁文書捜査官 第7話・最終話（2018年5月31日・6月7日、テレビ朝日） - 百々瀬佐智（中学時代） 役
- 大河ドラマ（NHK）
  - いだてん〜東京オリムピック噺〜 第2話（2019年1月13日） - ソヨ（幼少） 役[10]
  - 青天を衝け 第38話 - 最終話（2021年12月5日 - 26日） - 阪谷琴子 役[11]
- 虫籠の錠前（2019年3月22日 - 5月10日、WOWOW） - ヤナ 役[12][13]
- 悪党〜加害者追跡調査〜（2019年5月12日 - 6月16日、WOWOW） - 佐伯ゆかり 役
- Eうた♪ドラマ「歌のおじさん Eたん」（2019年12月23日 - 26日、NHK Eテレ） - チハル 役
- ここは今から倫理です。（2021年1月16日 - 3月13日、NHK総合） - 深川時代 役[14]
- インフルエンス 第1話・第5話（2021年3月20日、4月17日、WOWOW） - 及川トモミ（高校時代）役
- 純喫茶に恋をして 第3シーズン・第15話（2021年4月24日、フジテレビTWO） - 楠陽子 役
- 八月は夜のバッティングセンターで。（2021年7月8日 - 9月9日、テレビ東京） - 秋本未希 役
- ふたりの背番号4（2022年8月6日 - 8月16日、朝日放送テレビ） - 主演・川瀬遥香 役[15]
- ワンナイト・モーニング 第5話「タマゴサンド」（2022年9月2日、WOWOW） - 主演・岩本カナ 役[注釈 1][16]
- ブラック/クロウズ〜roppongi underground〜2（2022年12月14日・21日、フジテレビ） - 唯 役[17]
- スーパーのカゴの中身が気になる私 第5話（2023年8月19日、中京テレビ） - 桃井日和 役[18]
- 東京タワー（2024年4月20日 - 6月15日、テレビ朝日） - 川野比奈 役[19]
- 世にも奇妙な物語’24 夏の特別編「追憶の洋館」（2024年6月8日、フジテレビ） - 女子高生 役[20]
- 対ありでした。〜お嬢さまは格闘ゲームなんてしない〜（2024年6月16日 - 7月14日、読売テレビ） - 犬井夕 役[21]
- 科捜研の女 season24 第5話（2024年7月31日、テレビ朝日） - 仲村寿里 役[22]
- 連続テレビ小説 虎に翼（2024年9月〈予定〉、NHK） - 汐見薫 役
- その着せ替え人形は恋をする（2024年10月9日 - 12月11日、MBS・TBS） - 乾紗寿叶 役[23]
- オクトー 〜感情捜査官 心野朱梨〜 Season2 第8話（2024年11月22日、読売テレビ・日本テレビ系） - 日下部玲香 役[24]
- 下山メシ 第5話（2024年12月13日、テレビ東京系） - ケイ 役
- ようこそ ～家族のかたち～ 頼れる街のアニキもタジタジ！？ 大食いインフルエンサーの目的とは？ （2025年1月5日、東海テレビ） - 主演・大原美鈴 役[注釈 2]
- 最高のオバハン中島ハルコ スピンオフ〜大谷家の大騒動!in愛知・幸田町〜（2025年3月23日、東海テレビ） - 大谷奈津 役[25]
- 恋愛禁止（2025年7月3日 - 、読売テレビ・日本テレビ） - 澤井優菜 役[26]
- 最後の鑑定人 第5話（2025年8月6日、フジテレビ） - 糸川翠 役[27]
- 浅草ラスボスおばあちゃん 第6話（2025年8月9日、東海テレビ・フジテレビ） - 土井梅子（青年期） 役[28]

### 配信ドラマ
- 恋をたどる、（2019年3月7日、WATCHY）[29]
- 未来世紀SHIBUYA（2021年）（Hulu） -  第3話「AI恋人」フウカ 役
- 対ありでした。 〜お嬢さまは格闘ゲームなんてしない〜（2023年5月19日 - 7月7日、Lemino） - 犬井夕 役[30]
- 今際の国のアリス シーズン3（2025年9月25日配信予定、Netflix）[31]

### ラジオドラマ
- FMシアター　「先生が言うことには　このデタラメな世界の君と」（2024年7月13日、NHK-FM） - 主演・向井みのり 役

### 映画
- 志乃ちゃんは自分の名前が言えない（2018年7月14日）
- 無限ファンデーション（2018年11月17日）
- かぐや様は告らせたい～天才たちの恋愛頭脳戦～（2019年9月6日）
- 許された子どもたち（2020年6月1日） - 宮台莉子 役
- 衝動（2021年12月10日） - ヒナ 役[32]
- 彼女が好きなものは（2021年12月3日） - 今宮くるみ 役[33][34]
- 20歳のソウル（2022年5月27日） - 浅野千鶴 役[35][36]
- オレンジ・ランプ（2023年6月30日）
- 釜石ラーメン物語（2023年7月8日） - 仲良 役[注釈 3][37]
- 17歳は止まらない（2023年8月4日） - 主演・瑠璃 役[38]
- 威風堂々～奨学金って言い方やめてもらっていいですか?～（2024年8月30日） - 主演・唯野空 役[39][40]
- 映画 おっさんのパンツがなんだっていいじゃないか!（2025年7月4日公） - 嶋野はる 役[41]

### 配信映画
- 相対性長屋論 / The Theory of Relativity and Row Houses（2024年6月17日、HOPPY HAPPY THEATER） - 主演・春日井梨花 役[注釈 4]　※短編

### 舞台
- 問題のない私たち（2016年8月16日 - 9月4日、シアターグリーン） - 山下翠 役[42]
- 劇団た組。
  - 壁蝨（2017年8月30日、三越劇場 / 9月29日 - 10月1日、シアタートラム） - サラ 役
  - 今日もわからないうちに（2019年8月28日 - 9月1日、シアタートラム）[43]
  - 群盗（2022年2月18日 - 2月27日、キラリ☆ふじみ） - アマーリア役

### バラエティ
- 痛快TV スカッとジャパン ファミリースカッと「ビデオに録画されていた母の声援」（2019年11月18日、フジテレビ） - 石井涼子 役
- あざとくて何が悪いの? 最新スポットをあざとく駆使する小柄女子（2021年5月15日、テレビ朝日） - ちなみ 役
- アメトーーク！年末5時間40分SP 運動神経悪い芸人ドラマ「ヒザレオ」（2023年12月30日、テレビ朝日） - 刑事　役

### CM
- 早稲田アカデミー（2016年）
- アカツキ 「八月のシンデレラナイン」（2019年）

### MV
- Little Glee Monster「いつかこの涙が」（2018年）
- 神聖かまってちゃん「33才の夏休み」（2018年）[44]
- 雨ノ弱「籠の鳥」（2019年）
- Joji & GENERATIONS from EXILE TRIBE「Need Is Your Love」（2019年）

## 書籍

### デジタル写真集
- 月刊+（2020年7月20日、小学館）
- PROTO STAR 池田朱那 vol.1（2020年9月11日、ジュピマー）
- PROTO STAR 池田朱那 vol.2（2021年1月22日、ジュピマー）
- PROTO STAR コンプリート（2021年6月25日、ジュピマー）
- ヤンマガアザーっす! <YM2021年26号未カット>（2021年9月15日、講談社）
- resonance（2022年6月3日、ジュピマー）
- 萌芽（2022年8月8日、少年画報社）